# Australia Women’s Tri-Nation Series 2019/20
Die Australia Women’s Tri-Nation Series 2019/20 war ein Drei-Nationen-Turnier, das vom 31. Januar bis zum 12. Februar 2023 in Australien im WTwenty20-Cricket ausgetragen wurde. Bei dem zur internationalen Cricket-Saison 2019/20 gehörenden Turnier nahmen neben dem Gastgeber die Mannschaften aus England und Indien teil. Australien konnte sich im Finale mit 11 Runs gegen Indien durchsetzen.

## Vorgeschichte
Australien spielte zuvor eine Tour gegen Sri Lanak, Indien eine Tour in den West Indies und England eine Tour gegen Pakistan. Das Turnier war eine Vorbereitung für den ebenfalls in Australien stattfindenden ICC Women’s T20 World Cup 2020.

## Format
In einer Vorrunde spielte jede Mannschaft gegen jede zwei Mal. Für einen Sieg gibt es zwei, für ein Unentschieden oder No Result 1 Punkt. Die beiden besten Mannschaften spielten im Finale den Sieger des Turniers aus.

## Stadien
Die folgenden Stadien wurden für das Turnier ausgewählt.
| Stadion       | Stadt     | Kapazität | Spiele                |
| ------------- | --------- | --------- | --------------------- |
| Manuka Oval   | Canberra  | 12.000    | 1. – 3. Spiel         |
| Junction Oval | Melbourne | 7.000     | 4. – 6. Spiel; Finale |

## Kaderlisten
Indien benannte seinen Kader am 12. Januar 2020.
Australien benannte seinen Kader am 15. Januar 2020.
England benannte seinen Kader am 17. Januar 2020.
| WTwenty20 | WTwenty20 | WTwenty20 | WTwenty20 |
| Australien | England | Indien |           |
| --- | --- | --- | --------- |
| - Meg Lanning (K) - Rachael Haynes (vK) - Erin Burns - Nicola Carey - Ashleigh Gardner - Alyssa Healy (wk) - Jess Jonassen - Delissa Kimmince - Sophie Molineux - Beth Mooney - Ellyse Perry - Megan Schutt - Annabel Sutherland - Tayla Vlaeminck - Georgia Wareham | - Heather Knight (K) - Tammy Beaumont - Katherine Brunt - Kate Cross - Freya Davies - Sophie Ecclestone - Georgia Elwiss - Sarah Glenn - Amy Jones (wk) - Natalie Sciver - Anya Shrubsole - Lauren Winfield - Fran Wilson - Danni Wyatt - Mady Villiers | - Harmanpreet Kaur (K) - Smriti Mandhana (VK) - Taniya Bhatia (wk) - Harleen Deol - Rajeshwari Gayakwad - Richa Ghosh - Veda Krishnamurthy - Shikha Pandey - Nuzhat Parween - Arundhati Reddy - Jemimah Rodrigues - Deepti Sharma - Pooja Vastrakar - Shafali Verma - Poonam Yadav - Radha Yadav |           |

## Spiele

### Vorrunde
Tabelle
| Teams      | Sp. | S | N | U | R | NR | Punkte | NRR    |
| ---------- | --- | - | - | - | - | -- | ------ | ------ |
| Australien | 4   | 2 | 2 | 0 | 0 | 0  | 4      | +0.238 |
| Indien     | 4   | 2 | 2 | 0 | 0 | 0  | 4      | –0.071 |
| England    | 4   | 2 | 2 | 0 | 0 | 0  | 4      | –0.169 |

Sieg: 2 Punkte; Remis: 1 Punkte
Spiele
| 31. Januar Scorecard | Canberra | England 147-7 (20)           | – | Indien 150-5 (19.3) |
|                      |          | Indien gewinnt mit 5 Wickets |   |                     |

Indien gewann den Münzwurf und entschied sich als Feldmannschaft zu beginnen. Als Spielerin des Spiels wurde Heather Knight ausgezeichnet.
| 1. Februar Scorecard | Canberra | England 156-4 (20) / 10/0 (0.4)               | – | Australien 156-8 (20) / 8/0 (1) |
|                      |          | Unentschieden (England gewinnt im Super Over) |   |                                 |

Australien gewann den Münzwurf und entschied sich als Feldmannschaft zu beginnen. Als Spielerin des Spiels wurde Heather Knigh ausgezeichnet.
| 2. Februar | Canberra | Indien 103-9 (20) | – | Australien 104-6 (18.5) |
|            |          |                   |   |                         |

Australien gewann den Münzwurf und entschied sich als Feldmannschaft zu beginnen. Als Spielerin des Spiels wurde Ellyse Perry ausgezeichnet.
| 7. Februar Scorecard | Melbourne (JO) | Indien 123-6 (20)             | – | England 124-6 (18.5) |
|                      |                | England gewinnt mit 4 Wickets |   |                      |

England gewann den Münzwurf und entschied sich als Feldmannschaft zu beginnen. Als Spielerin des Spiels wurde Anya Shrubsole ausgezeichnet.
| 8. Februar Scorecard | Melbourne (JO) | Australien 173-5 (20)        | – | Indien 177-3 (10.4) |
|                      |                | Indien gewinnt mit 7 Wickets |   |                     |

Indien gewann den Münzwurf und entschied sich als Feldmannschaft zu beginnen. Als Spielerin des Spiels wurde Ashleigh Gardner ausgezeichnet.
| 9. Februar Scorecard | Melbourne (JO) | Australien 132-7 (20)          | – | England 116-7 (20) |
|                      |                | Australien gewinnt mit 16 Runs |   |                    |

England gewann den Münzwurf und entschied sich als Feldmannschaft zu beginnen. Als Spielerin des Spiels wurde Sophie Molineux ausgezeichnet.

### Finale
| 12. Februar | Melbourne (JO) | Australien 155-6 (20)          | – | Indien 144 (20) |
|             |                | Australien gewinnt mit 11 Runs |   |                 |

Australien gewann den Münzwurf und entschied sich als Schlagmannschaft zu beginnen. Als Spielerin des Spiels wurde Jess Konassen ausgezeichnet.

## Statistiken
Die folgenden Cricketstatistiken wurden bei dem Turnier erzielt.
| WTwenty20s          | WTwenty20s | WTwenty20s | WTwenty20s | WTwenty20s | WTwenty20s | WTwenty20s | WTwenty20s | WTwenty20s |
| Batting             | Batting    | Batting    | Batting    | Batting    | Batting    | Batting    | Batting    | Batting    |
| Spieler             | Mannschaft | Spiele     | Innings    | Runs       | Average    | HS         | 100s       | 50s        |
| ------------------- | ---------- | ---------- | ---------- | ---------- | ---------- | ---------- | ---------- | ---------- |
| Smriti Mandhana     | Indien     | 5          | 5          | 216        | 43,20      | 66         | 0          | 2          |
| Beth Mooney         | Australien | 5          | 5          | 208        | 52,00      | 71         | 0          | 3          |
| Heather Knight      | England    | 4          | 4          | 176        | 44,00      | 78         | 0          | 2          |
| Ashleigh Gardner    | Australien | 5          | 5          | 167        | 33,40      | 93         | 0          | 1          |
| Harmanpreet Kaur    | Indien     | 5          | 5          | 118        | 39,33      | 42*        | 0          | 0          |
| Bowling             |            |            |            |            |            |            |            |            |
| Spieler             | Mannschaft | Spiele     | Overs      | Wickets    | Average    | BBI        | 5W         | 10W        |
| Rajeshwari Gayakwad | Indien     | 5          | 20.0       | 10         | 12,60      | 3/23       | 0          | 0          |
| Tayla Vlaeminck     | Australien | 3          | 12.0       | 7          | 9,00       | 3/13       | 0          | 0          |
| Jess Jonassen       | Australien | 5          | 17.0       | 7          | 12,85      | 5/12       | 1          | 0          |
| Ellyse Perry        | Australien | 5          | 17.0       | 7          | 13,00      | 4/13       | 0          | 0          |
| Deepti Sharma       | Indien     | 5          | 20.0       | 7          | 19,71      | 2/27       | 0          | 0          |